# Red Bull BC One
Red Bull BC One er et internationalt mesterskab i breakdance, grundlagt i 2004 af den østrigske virksomhed Red Bull GmbH.
Konkurrencen er for solodansere, såkaldte "B-Boys". Hvert år bliver der afholdt regionale mesterskaber i Nordamerika, Østeuropa, Vesteuropa, Latinamerika, Asien, Stillehavsområdet, Mellemøsten og Afrika. Herfra går der samlet 16 personer videre til den store knockout finale, hvor der bliver konkurreret i én-mod-én kampe, der afgøres af et panel af fem dommere. 
Den første BC One finale blev afholdt i 2004 i Biel/Bienne, Schweiz.